# Croix de Labessette
La croix de Labessette est une croix monumentale située sur le territoire de la commune de Labessette, en France.

## Localisation
La croix est située au carrefour de la route départementale 72 en direction de Beaulieu et de la route départementale 612 en direction de la retenue du barrage de Bort-les-Orgues, sur la commune de Labessette, dans le département du Puy-de-Dôme, en région Auvergne-Rhône-Alpes, en France.

## Historique
La croix date du XVe siècle et elle fut légèrement déplacée lors de l'agrandissement de la route à une époque inconnue.
La croix est classée au titre des monuments historiques par arrêté du 5 septembre 1905.

## Description
Unique en son genre, la croix est érigée en pierre de lave. Le monument consiste en un socle carré, sur lequel repose un fut cylindrique lui-même surmonté d'une croix. L'ensemble a une hauteur de 2,16 mètres et une largeur de 77 centimètres.
La croix est formée d'une dalle en forme de losange et à l'intérieur duquel les branches de la croix ont été découpées ainsi que des redents tangents aux côtés du losange. Les deux faces de la croix supportent des sculptures : d'un coté un Christ en croix, et de l'autre côté une Vierge couronnée à l'enfant accompagné de deux anges,.
À l'intersection de la croix et du fut, se trouve une jointure de section carrée et sur chaque face, des personnages en bas-relief sont sculptés.

## Galerie

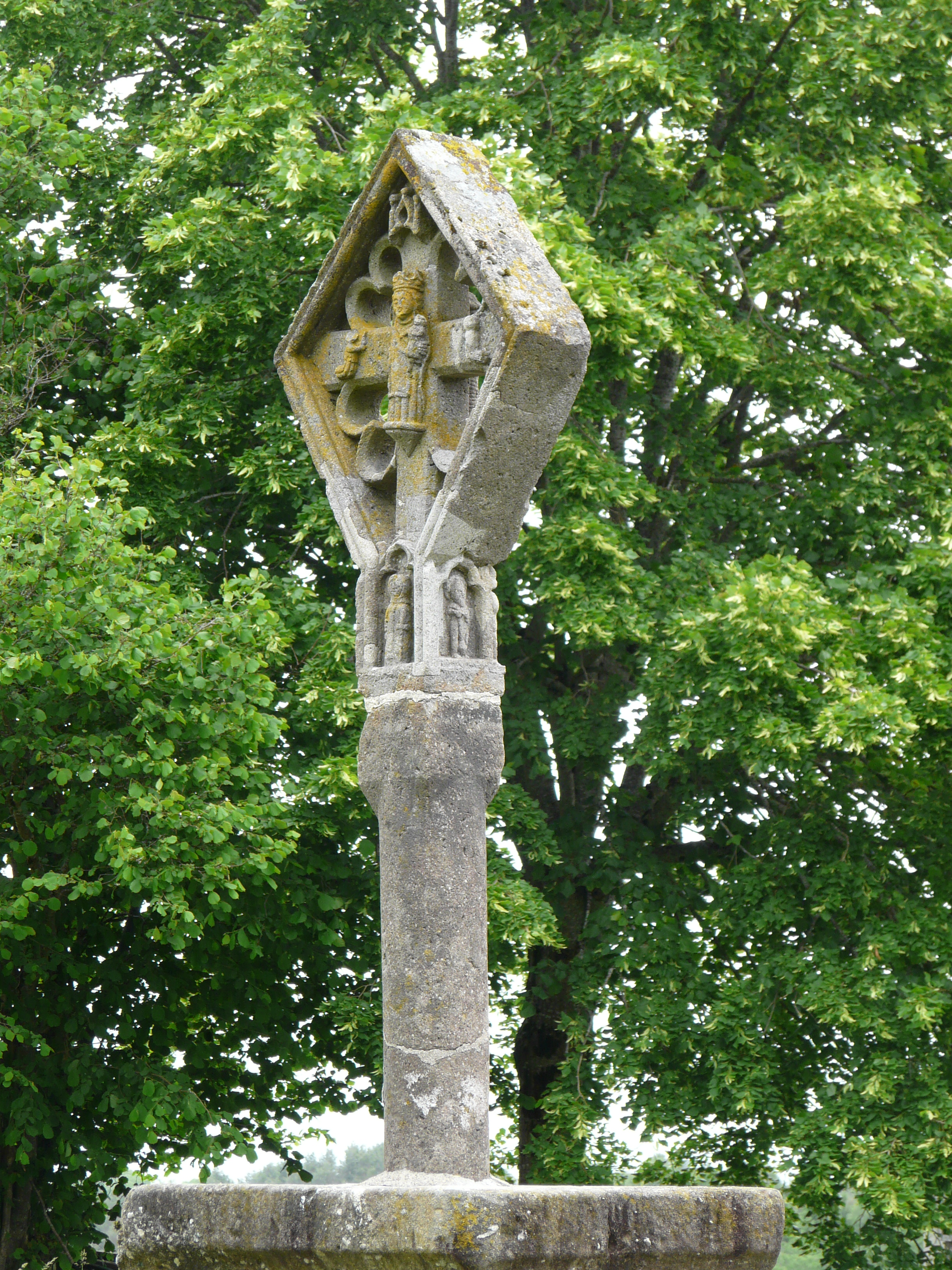
Côté verso
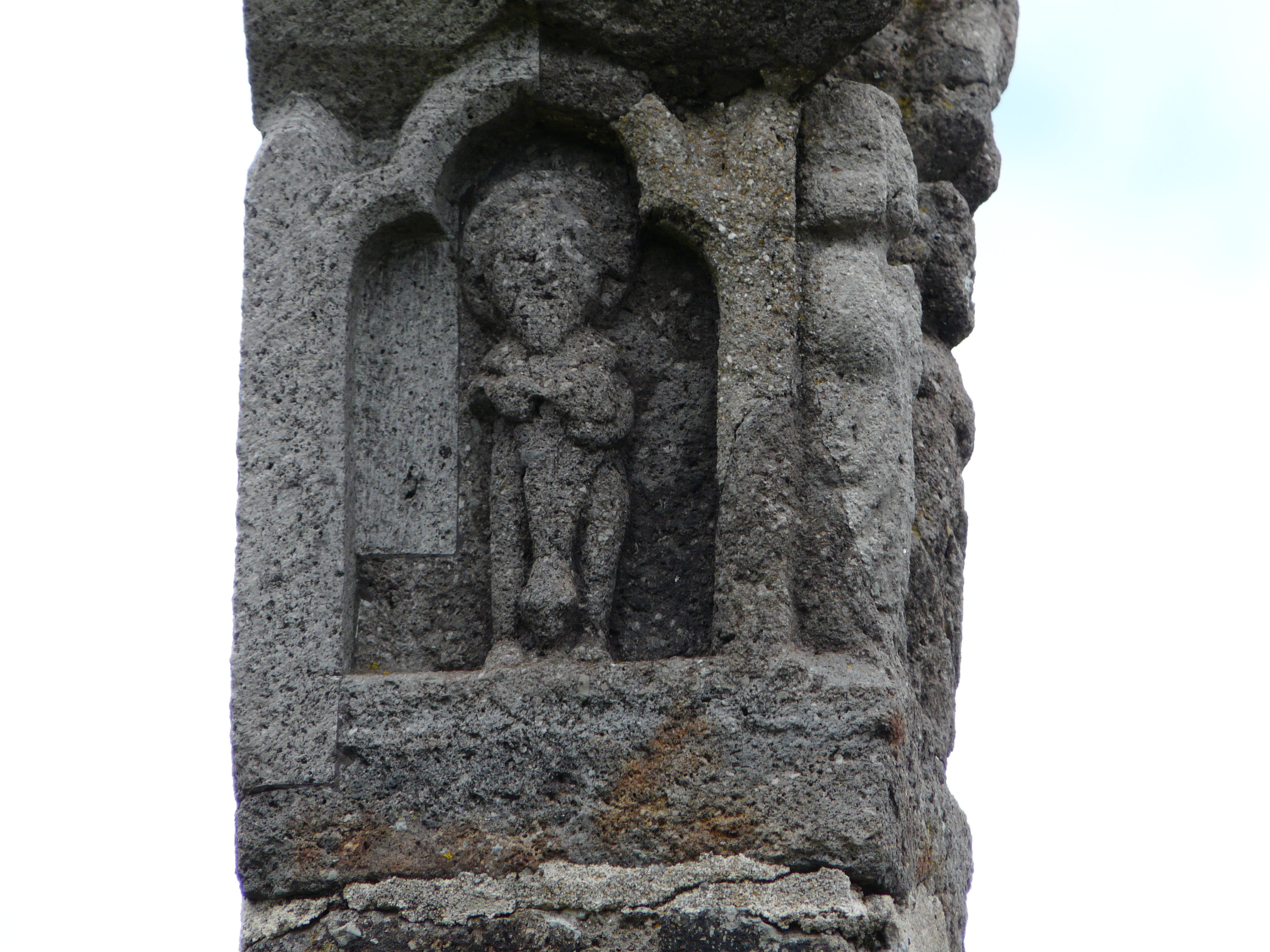
Détail de bas relief
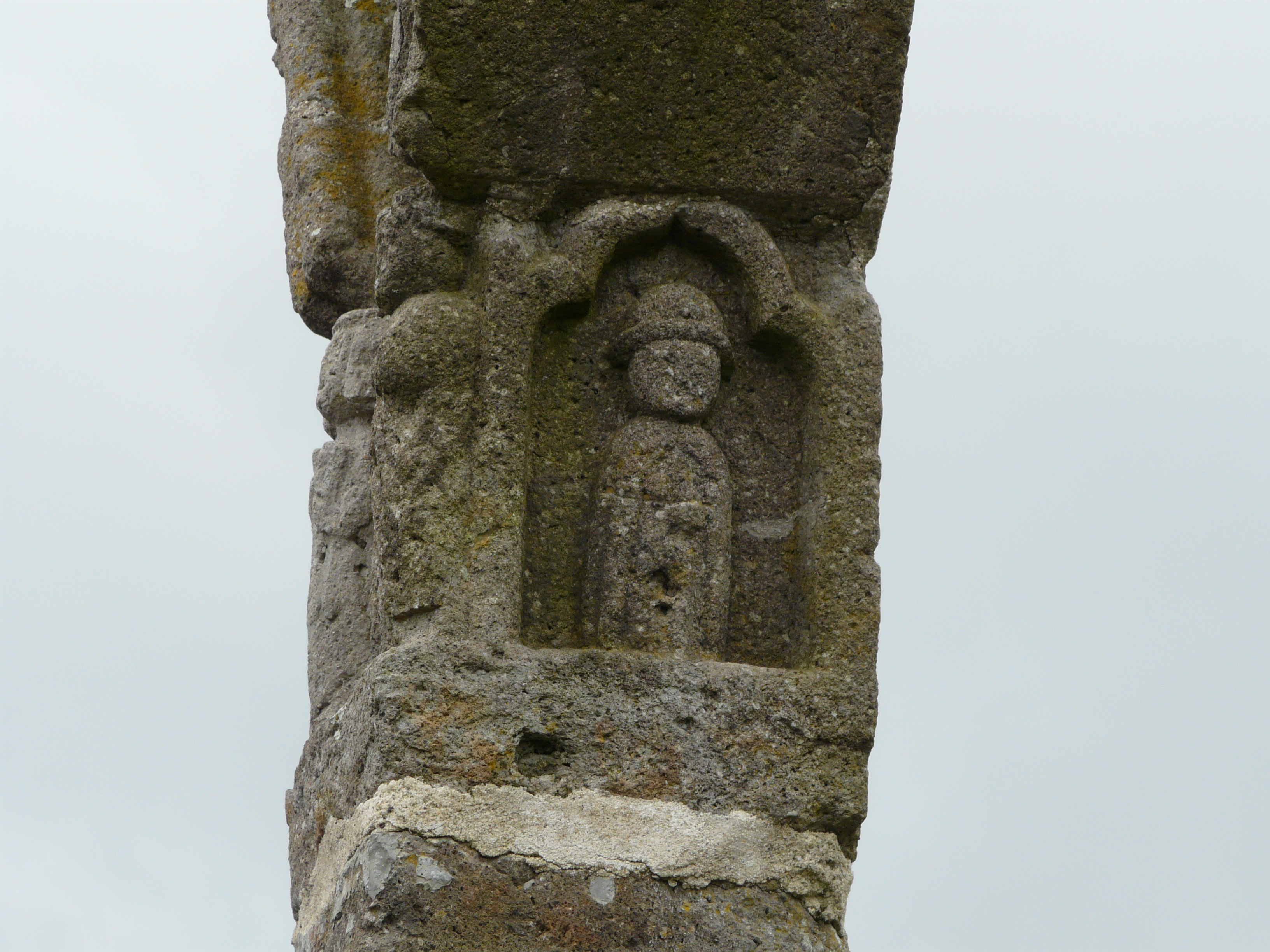
Détail de bas relief